# Розуэлльский инцидент

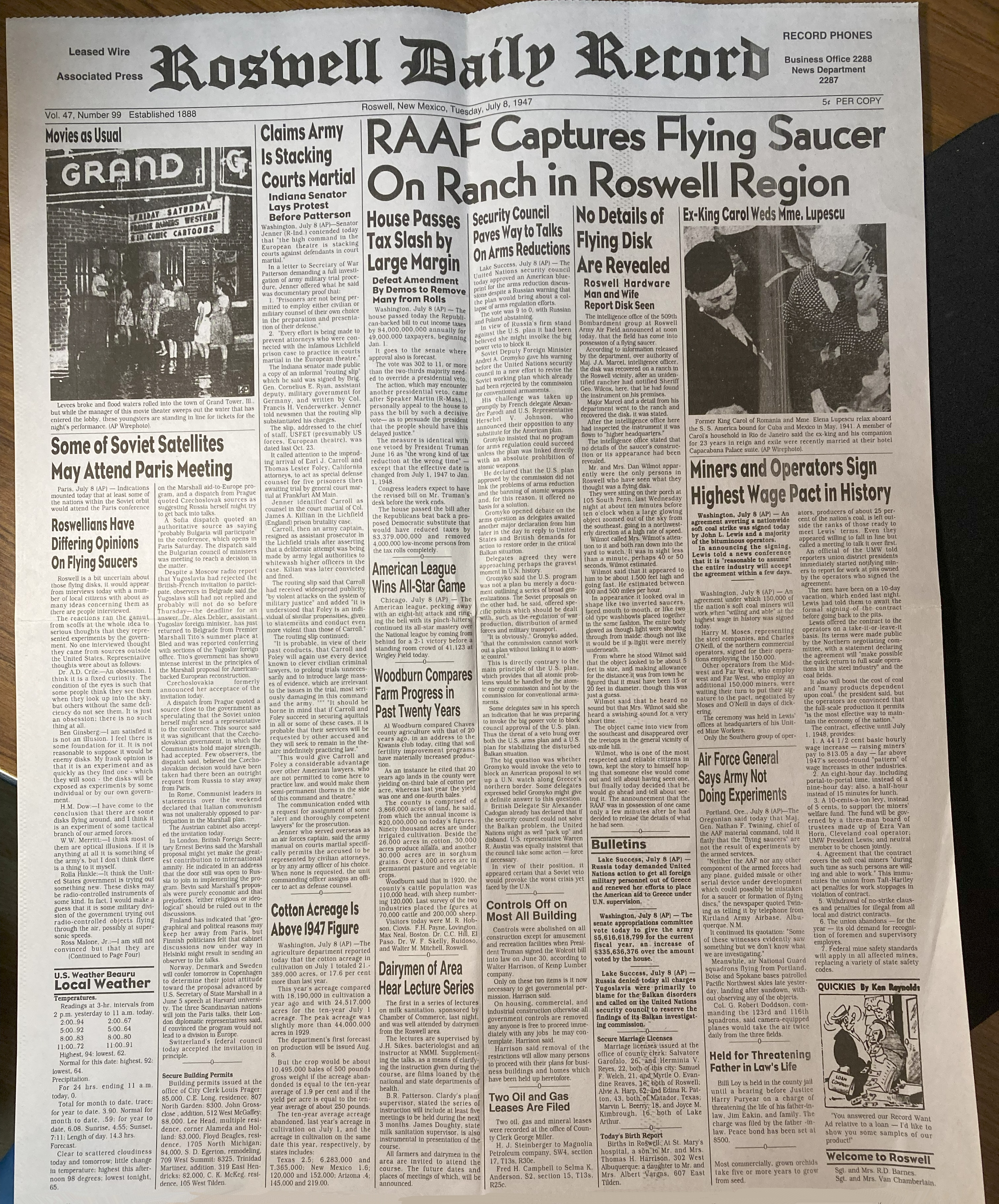
Газета Roswell Daily Record от 8 июля 1947 года, сообщающая о «захвате» «летающей тарелки»

Розуэлльский инцидент (англ. Roswell incident), также «Розуэлльское крушение НЛО» (англ. Roswell UFO incident) — городская легенда о крушении неопознанного летающего объекта близ города Розуэлл в штате Нью-Мексико, США в июле 1947 года.
В июле 1947 года на ранчо недалеко от деревни Корона в штате Нью-Мексико офицерами ВВС США с авиабазы Розуэлл были обнаружены металлические и резиновые обломки. 8 июля 1947 года авиабаза Розуэлл выпустила пресс-релиз, в котором говорилось, что они обнаружили «летающий диск». Армия быстро отказалась от заявления и вместо этого заявила, что разбившийся объект был обычным метеозондом.
Инцидент не был широко обсуждаемым до конца 1970-х годов, когда майор в отставке Джесси Марсел в интервью уфологу Стэнтону Фридману заявил, что, по его мнению, обнаруженные им обломки были внеземными. Его история получила широкое распространение среди энтузиастов темы НЛО и уфологов и упоминается в нескольких документальных фильмах. В феврале 1980 года таблоид The National Enquirer взял собственное интервью у Марсела, которое способствовало ещё более широкой популяризации инцидента. По словам других свидетелей происшествия, это была крупная военная операция с целью воспроизведения инопланетного корабля. Некоторые очевидцы заявляли о попытках запугивания их со стороны государственных структур США.
Инцидент стал основой для теорий заговора, утверждающих, что обломки обладают необычными свойствами, представляют собой результат крушения «летающей тарелки», а эта информация скрывается правительством Соединённых Штатов. В различных публицистических источниках популярна версия, согласно которой объект был внеземным кораблём, а его пилот являлся инопланетянином, которого правительство США захватило и засекретило.
В 1994 году ВВС США опубликовали отчёт, в котором разбившийся объект был идентифицирован как аэростат из проекта «Могол» для наблюдения за ядерными испытаниями.
Событие стало одним из самых известных «паранормальных явлений» в американской поп-культуре. Связанные с этим событием теории заговора продолжают распространяться, и тема вызывает интерес в популярных СМИ. Инцидент был описан как «самое известное в мире, наиболее тщательно расследованное и наиболее тщательно опровергнутое заявление об НЛО».
Благодаря инциденту название города Розуэлла часто ассоциируется с НЛО. Город извлёк выгоду из этого события. На официальной печати города теперь изображён маленький зелёный человечек. Здесь имеются многочисленные уфологические достопримечательности, статуи и изображения, проводятся уфологические мероприятия.

## Сведения 1947 года

### Факты
- 8 июля 1947 года командование армейской воздушной авиабазой Розуэлл, Нью-Мексико (509th Bomb Group based in Roswell, New Mexico), выступило с заявлением, в котором говорилось: «Разведотдел 509 авиаполка бомбардировщиков восьмой воздушной армии США при содействии местного фермера и окружного шерифа обнаружил „Летающий диск“ („Flying Disc“). После этого диск был доставлен на авиабазу Розуэлл, где подвергся предварительному осмотру»[7];
- 8 июля появились газетные публикации в газетах Розуэлла (Daily Record) и других изданиях к западу от Чикаго, в которых говорилось: «На ранчо вблизи Розуэлла захвачена летающая тарелка». Статьи были написаны на основании пресс-релиза, составленного офицером по связям с общественностью (Public Information Officer (PIO)) лейтенантом Уолтером Хотом[англ.]. Пресс-релиз был составлен по приказу командира базы полковника Уильяма Бланшара[англ.][8];
- 8 июля агентом ФБР, имя которого из документа удалено, был составлен рапорт, в котором он сообщил своему начальству о том, что в пустыне были обнаружены два объекта: аэростат диаметром около 20 футов и прикреплённый к нему диск шестиугольной формы, похожий на противорадиолокационный отражатель. Первоначально агент написал, что думает, что объект похож на метеозонд, однако после консультации со специалистами авиабазы он в этом не уверен. Объект был направлен на базу ВВС Райт Филд (Wright Field), где военные специалисты авиабазы установили, что он являлся радиолокационным аэростатом[7].

### Предыстория
Владелец ранчо «Фостер-Плейс» фермер Ви-Ви Мак Брейзел (англ. W.W. "Mac" Brazel) заявил, что ночью во время грозы услышал сильный раскат и увидел вспышку света, дом задрожал. Утром 3 июля он выехал к загону и обнаружил пропажу овец. Во время поисков овец он якобы наткнулся на пустырь, засыпанный чем-то блестящим. Вернув скот, он вернулся и разглядел: было полно кусков непонятного вещества, схожего с фольгой (сминаемое и сгибаемое, оно принимало прежнюю форму), брусков очень лёгкого материала (который не горел и не повреждался ножом), что-то похожее на шнур, похожие вещи[прояснить] с красноватыми и красными узорами. Эти узоры якобы впоследствии дочь фермера сравнивала с цифрами, сосед — с китайскими иероглифами, со слов фермера[прояснить], сын фермера — с древнеиндейским письмом, тоже со ссылкой на фермера[прояснить]. Всем этим Брейзел нагрузил джип. В последующие дни друзья, которым он это рассказывал, советовали ему обращаться к шерифу Дж. Уилкоксу. 6 июля он добрался до шерифа на авиабазу Розуэлл. Пока Брейзел 8 июля пребывал в Розуэлле, он успел рассказать о находке по радио на радиостанции У. Уитмора, после чего был задержан военными. Радиопередача якобы была остановлена.
Через несколько дней по местности поползли слухи, оживились репортёры. Было сделано заявление пресс-службы авиабазы:

Армейская воздушная авиабаза Розуэлл, Нью-Мексико, 8 июля 1947 года, первая половина дня.
Многочисленные слухи относительно летающих дисков подтвердились вчера, когда разведотделу 509 авиаполка бомбардировщиков восьмой воздушной армии при содействии местного фермера и окружного шерифа удалось завладеть одним из таких дисков.

Летающий диск якобы был обнаружен вблизи ранчо в окрестностях Розуэлла на прошлой неделе. Ввиду отсутствия телефона лишь по прошествии нескольких дней фермер смог известить шерифа, а тот в свою очередь уведомил начальника разведотдела 509 авиаполка майора Джесса А. Марсела. Незамедлительно были приняты меры, диск с ранчо доставлен на авиабазу Розуэлл, где подвергся предварительному осмотру, после чего майором Марселом был доставлен в штаб
Во второй половине дня 8 июля 1947 года множество газет к западу от Чикаго, таких как Roswell Daily Record, вышли с заголовками на первой полосе «На ранчо вблизи Розуэлла захвачена летающая тарелка». Статья была опубликована на основании пресс-релиза, составленного офицером по связям с общественностью лейтенантом Вальтером Хотом для распространения в СМИ. Пресс-релиз был составлен по приказу командира базы полковника Уильяма Бланшара.
На следующий день после этого генерал Рейми выступил по радио с опровержением, в котором говорилось, что упавший объект является не «летающим диском» («flying disc»), а радиолокационным (метео)зондом. 

## Сообщения после 1947 года

### Интервью с Марселом

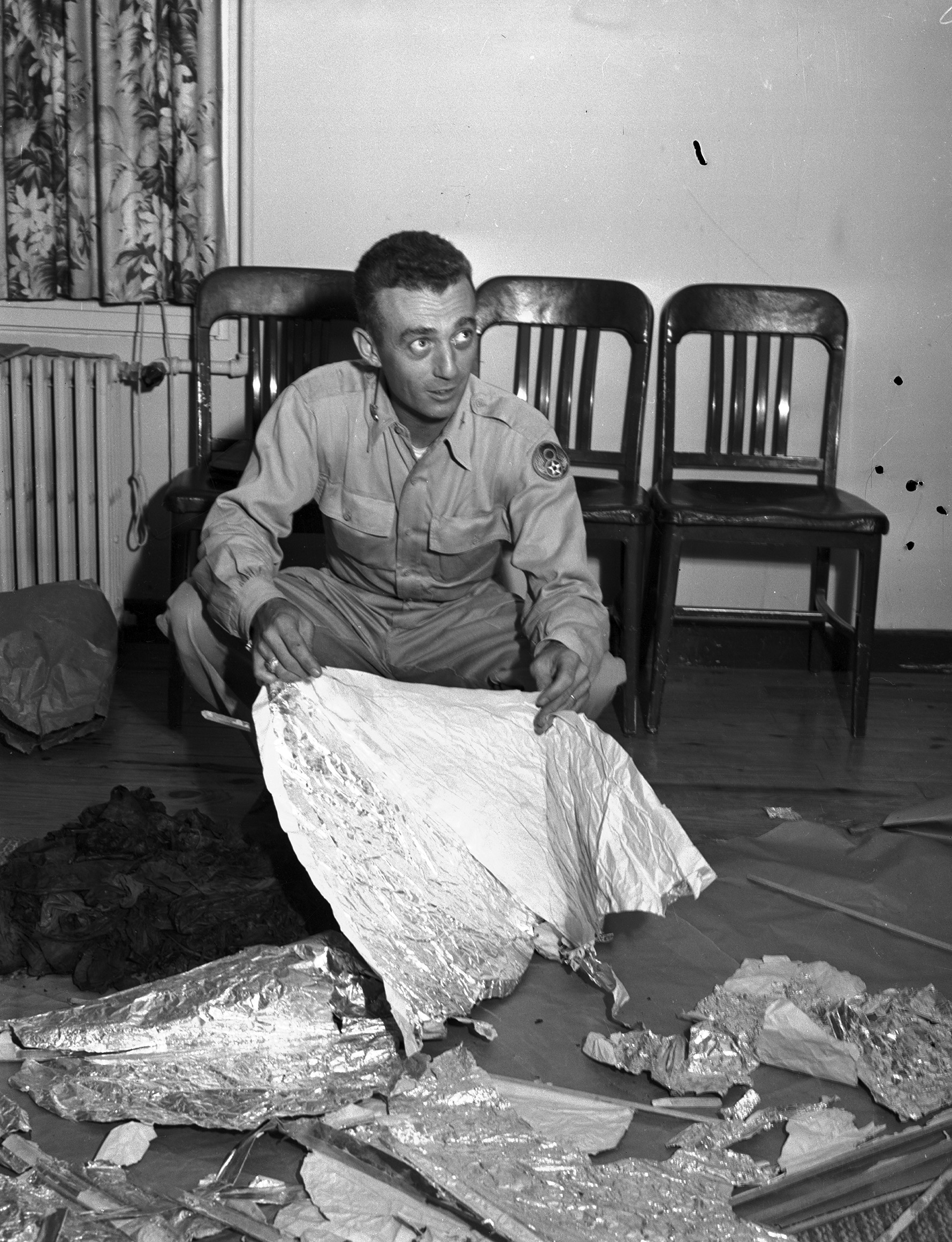
Майор Джесси Марсел и обломки летающего объекта (Форт-Уэрт, 8 июля 1947 года)

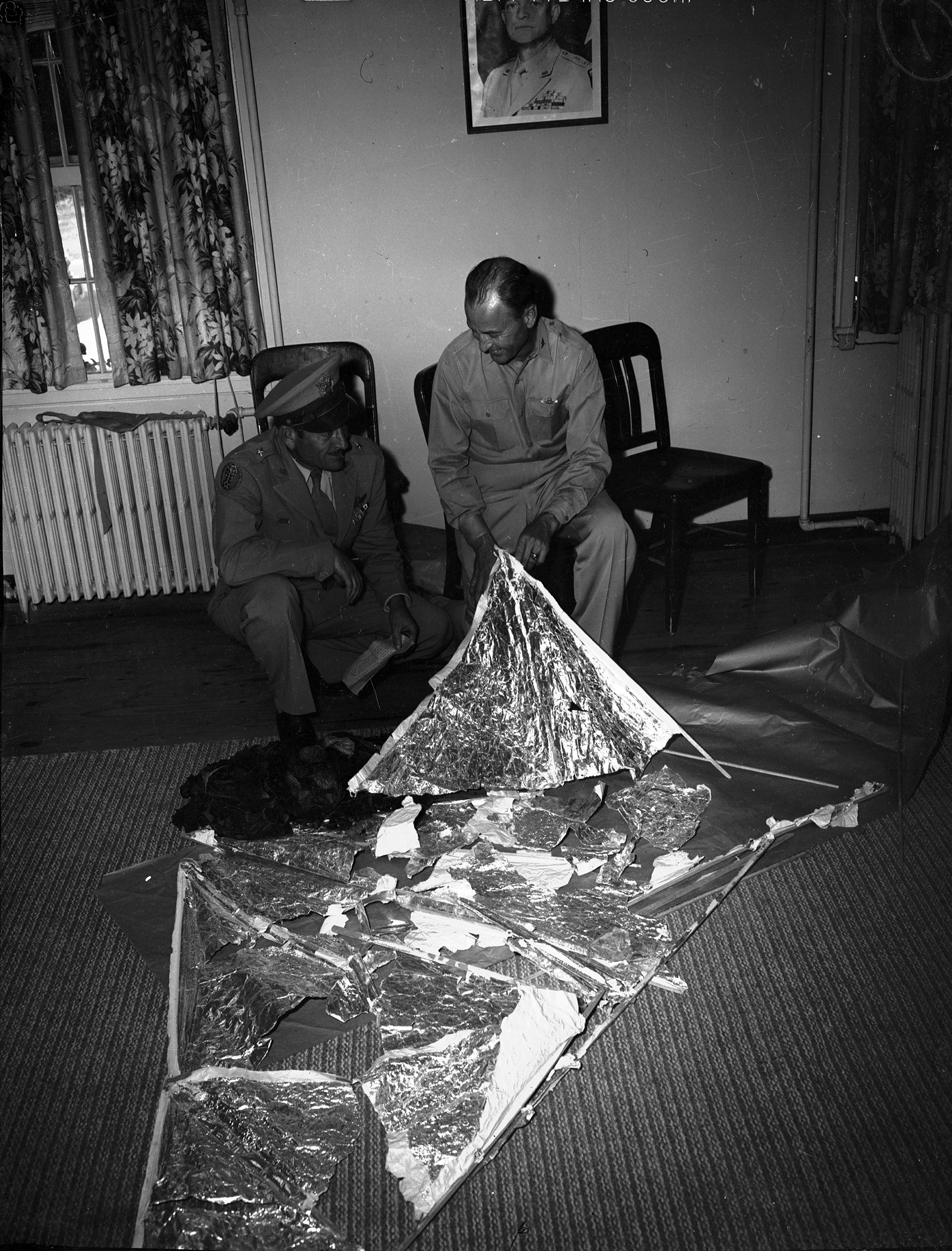
Бригадный генерал Роджер Рейми и полковник Томас Дюбоз с некими остатками (Форт-Уэрт, 8 июля 1947 года)

Показания майора Джесси Марсела по дате неадекватны[прояснить] сообщению пресс-службы Розуэлла. По его словам, сообщение с авиабазы 1947 года составлено офицером для связи с прессой Уолтером Хотом. У. Мур, соавтор книги The Roswell incident, в 1979 году отыскал бывшего командира авиаполка лейтенанта Уолтера Хота — по его словам, полковник Уильям Бланшар велел ему составить сообщение о том, что военные подобрали летающий диск.
Версия Марсела: 7 июля 1947 года ему в Розуэлл позвонил шериф Уилкокс, и он выехал. У шерифа он увидел то же, что и Брейзел. Он договорился с Брейзелом через час встретиться у шерифа, понёс образцы командиру авиаполка Бланшару. Тот послал его на место происшествия, возможно, с Брейзелом и с «этим Кавиттом» — незнакомым техасским контрразведчиком. Заночевали на ферме. Утром 8 июля выехали на пастбище, стали собирать обнаруженное Брейзелом вещество. Якобы Марсел отыскал куски серебристой лёгкой «фольги» размером до 4 метров, коричневое пергаментоподобное вещество, эластичные квадратные бруски с узорами (Марсел рассказывал, что узоры похожи на цифры и иероглифы, а его сын — на иероглифы древнеегипетские), «нити», прочие куски непонятно чего. «Во второй половине того же дня мы выехали в Розуэлл и прибыли туда под вечер». В Розуэлле он поехал домой, где 11-летний сын встретил его вопросом: «Папа, ты привёз „летающую тарелку“?».
На следующий день он вёз в бомбардировщике этот груз в Форт-Уэрт.

Едва мы приземлились в Форт-Уэрте, нам приказали часть обломков перенести в канцелярию генерала, — ему хотелось на них взглянуть. Мы сделали как было велено, разложив принесённое на полу, застеленном коричневой бумагой… Генерал Рейми разрешил кое-кому из репортёров всё это заснять. На одной из тех фотографий запечатлён и я, сидящий на корточках перед какими-то малоинтересными обломками. Репортёры могли фотографировать, но приближаться и трогать что-либо не разрешалось. Обломки на том фото были настоящие, тут никакой подтасовки. Позже их подменили другими. И опять разрешили фотографировать. Те фотографии делались, когда настоящие обломки уже находились в пути на авиабазу Райт-Паттерсон. Меня на тех снимках не было. Помнится, позировал сам генерал с одним из своих адъютантов. Я перевидал много всяких зондов, но такого видеть не приходилось. Им тоже, полагаю, таких видеть не доводилось… Это генерал Рейми выдумал историю с метеозондом в качестве прикрытия, чтобы сбросить с наших плеч наседавших репортёров. Прессе было сказано, что подобрали всего-навсего метеозонд, а потому рейс на авиабазу Райт-Паттерсон отменяется. Меня с рейса сняли, кто-то другой всё это доставил на базу Райт-Паттерсон. Мне вообще было запрещено что-либо говорить представителям прессы за исключением того, что подсказал генерал.

### Супруги Молтес
В 1950-е годы бывший инженер Федеральной службы мелиорации Грейди (Барни) Барнетт якобы по большому секрету рассказывал друзьям по фамилии Молтес то, что он видел утром 3 июля 1947 года. У. Мур в 1970-е годы отыскал людей, подтвердивших честность[прояснить] уже тогда покойного Барнетта.
Барнетт:

Я случайно проезжал по тем местам, когда огни моей машины отразились от какого-то большого металлического предмета. Это был дискообразный объект футов 25—30 в диаметре. Пока глазел на него, подошли и другие люди. Стали осматривать мёртвые тела, которые лежали на земле. Машина была расколота взрывом или ударом. Я подошёл очень близко к телам, чтобы посмотреть на них. Их головы были круглые, глаза — небольшие, они не имели волос. Тела по нашим стандартам довольно малы, но их головы по отношению к телу — большие. Одежда казалась цельнокроеной, серого цвета, без ремней и пуговиц. Они, казалось, все были мужчинами.

Пока мы рассматривали тела, офицер спросил, кто мы такие, заявил, что всё это является собственностью армии, и уехал. Затем прибыли другие военные и, оцепив место, приказали нам покинуть его и никому ничего не говорить. Это наш патриотический долг.
Рядом присутствовали археологи не то из Мичигана, не то из Пенсильвании, их найти не удалось.

### Сын Уитмора
Мур и Фридман на исходе 1970-х виделись с сыном тогда уже покойного владельца розуэлльской радиостанции У. Уитмора, где 8 июля 1947 года давал интервью Брейзел. Когда Уитмор передавал по радио запись с рассказом Брейзела, на радиостанцию позвонил секретарь Федеральной комиссии по радиосвязи — он запретил продолжать передачу и пригрозил лишением лицензии. Вторым звонил уже сенатор из Капитолия, который уговорил Уитмора. Ещё в 1950-е один человек утверждал, что проезжая мимо тех мест, услышал, как рассказывали о крушении диска и о том, как передачу внезапно прервали.

### Сёстры Браун
Дочери сержанта М. Брауна рассказывали, что их отец будто бы сопровождал рефрижератор с телами с разбившегося диска, обнаруженного в Нью-Мексико в июле 1947 года. Два трупа ему удалось увидеть. Ещё он охранял ангар, где всё хранилось до отправки в Форт-Уэрт. Документы, предоставленные его дочерьми, подтвердили, что тогда их отец действительно служил в Розуэлле.

### Саманта Рэес
Б. Кассити якобы рассказывал падчерице, как служил в инженерных войсках Нью-Мексико и видел неизвестные предметы. Куски неизвестно чего за неимением транспорта зарыли в траншее, чтобы после вывезти. Рассказывал он и о двух обнаруженных трупах, и об одном гуманоиде, вскоре также умершем.

### Джеральд Андерсон
5 июля 1947 года Д. Андерсон в 5-летнем возрасте вместе с отцом, дядей и двоюродным братом якобы выехали на поиски моховых агатов на плато Сан-Агустин и увидели там серебристый диск:

Там было три существа, три тела, они лежали на земле, в тени той штуковины. Ростом около четырёх футов, с непомерно большими головами и миндалевидными глазами угольной черноты. Двое не подавали признаков жизни, третий тяжело дышал, точно у него были переломаны рёбра. Был и четвёртый, тот сидел на земле, с ним всё было в порядке, он, кажется, оказывал помощь пострадавшему. При нашем появлении он сжался в комочек, будто боялся, что его ударят.
Пришли археологи под руководством доктора Баскёрка и ещё кто-то. Прибыли не сильно удивлённые[прояснить] военные.

### Джайме Шандера
Исследователь розуэлльского инцидента Д. Шандера в декабре 1984 года получил анонимный конверт со штемпелем Альбукерке, Нью-Мексико, внутри которого лежал машинописный текст под названием «Операция „Маджестик-12“», оформленный как правительственный документ высокой секретности, в основном датированный 18 ноября 1952 года. В тексте содержался якобы брифинг новоизбранному президенту Эйзенхауэру о создании секретного комитета для исследования обнаруженного инопланетного корабля и о сокрытии этой работы от населения. На странице, датированной 1947 годом, имелась копия подписи президента того времени Трумэна. В комитет, согласно тексту, вошли такие люди, как Детлев Бронк (M-6), Джером Хунзекер (M-7), Ллойд Беркнер (M-12), а также Роско Хилленкоттер (M-1), Вэнивар Буш (M-2), Форрестол (M-3) и Дональд Мензел (M-10). Ниже приводится выдержка из данного текста.

Несмотря на все усилия, мало что удалось выяснить, пока один фермер не сообщил, что такой объект разбился в пустынной местности штата Нью-Мексико, примерно в семидесяти пяти милях северо-западнее авиабазы Розуэлл (в настоящее время авиабаза Уокер).
7 июля 1947 года была проведена секретная операция по сбору обломков объекта для научного изучения. В ходе операции воздушная разведка обнаружила четыре низкорослых человекоподобных существа, очевидно, выброшенных из летательного аппарата незадолго до взрыва. Эти существа были подобраны в двух милях восточнее места крушения. Все четверо были мертвы и находились в состоянии разложения из-за грызунов, а также оттого, что около недели пролежали под открытым небом. Особой группой учёных были приняты меры по консервации тел для последующего их изучения… Подобранные обломки были доставлены в различные пункты… С гражданскими и военными очевидцами был проведён инструктаж о необходимости сохранения тайны, репортёрам была дана убедительная версия прикрытия, будто бы обнаруженный объект оказался вышедшим из-под контроля высотным зондом…
В результате секретных аналитических обследований, организованных генералом Туайнингом и доктором Бушем по прямому указанию Президента, составилось предварительное и единодушное мнение (19 сентября 1947 года) о том, что диск — разведывательный аппарат ближнего радиуса действия. Такое заключение основывалось, главным образом, на размерах диска и отсутствии достаточных припасов… Исследование четырёх погибших членов экипажа проводилось под руководством доктора Бронка. Согласно предварительному заключению группы (30 ноября 1947 года), эти существа хотя и человекоподобны, но биологические и эволюционные процессы, лежащие в основе их развития, очевидно, были совершенно иными, нежели те, которые отмечены в Homo sapiens. До согласования более точного термина группа доктора Бронка предложила их называть Extraterrestrial Biological Entities (или EBE).
Почти наверняка известно, что эти аппараты не принадлежат какой-либо стране. Высказывалось множество догадок относительно того, откуда и как они прибыли. Марс был и остаётся местом предполагаемого отправления, хотя некоторые специалисты, доктор Мензел, в особенности, считают, что, скорее всего, мы имеем дело с существами иной звёздной системы.

Среди обломков были обнаружены многочисленные образцы, напоминающие письменность. Попытки дешифровки пока безуспешны… Столь же безуспешными оказались попытки определить принцип действия двигателя или метод трансмиссии силовой установки. Исследования в этом направлении осложнены ввиду полного отсутствия неизбежных, казалось бы, крыльев и пропеллеров, турбин и прочих привычных компонентов силовых установок, систем управления, как и отсутствия металлической проводки, электронных ламп или других деталей электроники… Предполагают, что силовая установка была полностью уничтожена взрывом, явившимся причиной катастрофы.
Журналист Филип Джулиан Класс доказывал в своих статьях для журнала Skeptical Inquirer, что «Маджестик-12» — мистификация. Согласно его расследованию, подпись Трумэна на документе скопирована с документа Вэнивара Буша, а шрифт пишущей машинки «Смит-Корона», которым был набран текст, в 1940-х не использовался. Скептики также указывали на то, что документ составлен на простой бумаге, а не на бланках ЦРУ, и на то, что гриф «Top secret restricted security information» был введён лишь через 10 лет после того, как якобы документ был написан. ФБР работало с записями «Маджестик-12» с 1988 года и считает текст подделкой, ссылаясь на расследование Военно-воздушных сил.

## Предлагавшиеся объяснения

### Скептические
В советской печати («Вечерний Ленинград» за 1987 год) высказывалась мысль, что в Розуэлле разбилась ракета, построенная на основе «Фау-2» и запущенная с полигона Уайт-Сэндс, Нью-Мексико, и очевидцы наблюдали трупы макак-резусов, находившихся в головном отсеке ракеты.
24 июня 1977 года ВВС США обнародовали информацию, по которой в 1947 году они проводили в пустыне испытания — сбрасывали манекены на парашютах, найденные после очевидцами, а в 1994 году они же заявили, что тогда предъявляли обломки не метеорологического зонда, а зонда, который в рамках проекта «Mogul» запускался для шпионажа против СССР.
Джон Келл развивает гипотезу о том, что случай вызван разорвавшейся над Короной японской бомбой, так как во время Второй мировой войны японцы посылали через Тихий океан шары со взрывчаткой. Один такой шар убил 6 человек в Орегоне летом 1945 года. Так что и после войны население предупреждали о возможных затерявшихся таких шарах. Узоры на найденных у Розуэлла предметах Брейзел как раз сравнивал с японскими иероглифами. Такая бомба как будто была поднята бурей 2 июля 1947 года и поражена молнией.
Энни Джейкобсен в своей книге «Зона 51» (Area 51) утверждает, что Розуэлльский инцидент был якобы подстроен Сталиным для создания в Америке паники, сходной с той, которая возникла после радиоспектакля Орсона Уэллса «Война миров» в 1938 году. Согласно Энни Джейкобсен, экипаж самолёта в виде тарелки состоял из детей 12—13 лет с изуродованной (Йозефом Менгеле, якобы скрывавшимся в СССР, но в реальности сбежавшим в Южную Америку) внешностью. «Тарелка» должна была приземлиться в американском городе и вызвать панику, однако из-за грозы летательный аппарат потерпел крушение, а власти засекретили связанную с инцидентом информацию. Критики отметили, что помимо исторических нестыковок книга также не содержала никаких новых подробностей о деле, которые не были бы озвучены в СМИ до этого.

### Уфологические
Высказывались такие предположения, что это именно НЛО потерпел крушение, хотя никто не видел, чтобы нечто падало именно с неба, чтобы неопознанный объект был летающим. Такой, в частности, сценарий происходившего предлагает уфолог Колчин:

Вечером 2 июля 1947 г. неизвестный дискообразный светящийся объект пролетел на большой скорости над городом Розуэлл в северо-западном направлении. К северо-западу от Розуэлла он попал в сильную грозу, и в 75 милях от города в него, видимо, ударила молния, в результате чего произошёл частичный взрыв и около фермы Брейзела упало большое число лёгких обломков. (Сам Брейзел слышал странный взрыв во время грозы).

После взрыва повреждённый объект, видимо, изменил направление полёта на западное, пролетел ещё 150 миль и упал на землю в районе плато Сан-Августин западнее города Соккоро, где его обнаружили утром 3 июля 1947 г. инженер Барнет и группа студентов-археологов.
Астронавт Эдгар Митчелл, в 1971 году побывавший на Луне, в интервью на британской радиостанции Kerrang Radio 24 июля 2008 года признался, что верит в существование инопланетян и в то, что недалеко от Розуэлла действительно потерпел крушение летательный аппарат пришельцев. Спустя некоторое время официальный представитель НАСА заявил, что хотя агентство уважает Эдгара, как великого американца, но тем не менее не разделяет его взглядов.

#### Отчёт Хоттела
В начале апреля 2011 года ФБР опубликовало в специальном разделе своего сайта vault.fbi.gov, содержащем более 2000 документов, рапорт, посвящённый инциденту в Розуэлле. Согласно документу, датированному 1950 годом, работник ФБР Гай Хоттел приводит информацию, полученную от некоего следователя ВВС, чьё имя по соображениям безопасности заретушировано. Рапорт Гая Хоттела гласит:

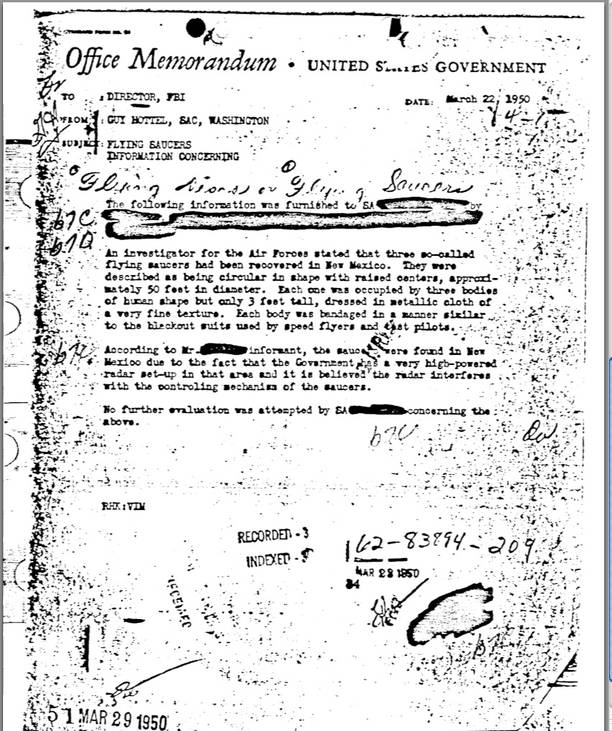
Отчёт агента ФБР от 22.03.1950

Следователь ВВС заявил, что три так называемые летающие тарелки были найдены в Нью-Мексико. Они были круглой формы с приподнятым центром, около 50 футов (15,25 м) в диаметре. В каждой из них находилось три тела человеческой формы, но в высоту всего 3 фута (90 см), одетые в металлическую ткань с очень тонкой структурой. Каждое тело было перевязано способом, сходным с противоперегрузочным костюмом, используемыми лётчиками-испытателями и лётчиками на скоростных самолётах.
По словам информатора мистера [затёрто], тарелки были обнаружены в Нью-Мексико вследствие того, что правительство имеет очень мощный радар, установленный в этой области и считается, что радар повлиял на механизм управления тарелками.

В рапорте также указывается, что агент больше не предпринимал попыток дальнейшего расследования события.
Согласно анализу издания International Business Times, документ лишь содержит пересказ известной истории, авторами которой были два мошенника, Сайлас Ньютон и Лео Гебауэр, занимавшихся продажей устройств для лозоходства, которые, по их словам, «были сделаны на основе инопланетной технологии».

## Расследование 1994 года
В феврале 1994 года Счётная Палата США по просьбе депутата конгресса США от штата Нью-Мексико провела расследование с целью обнаружить документы о Розуэлльском инциденте в архивах.
Никаких документов о сокрытии каких-либо обстоятельств инцидента, как сообщается, обнаружено не было. Однако были обнаружены документы о секретном проекте слежения за ожидаемыми ядерными испытаниями и пусками баллистических ракет в СССР, именовавшемся проект «Могол». В этом проекте использовались связки метеозондов с акустическими устройствами, запускавшиеся из Альбукерке, так как предполагалось улавливать звуковые волны, распространяющиеся на больших высотах из СССР. О проекте был осведомлён достаточно узкий круг лиц, военнослужащие на базе Розуэлл о нём не знали.
Был опрошен ряд бывших участников этого проекта, единственный оставшийся в живых военнослужащий ВВС, который в 1947 г. участвовал в перевозке найденного в Розуэлле объекта, а также офицер, который изначально идентифицировал этот объект как воздушный шар. Сопоставление всей полученной информации позволило сделать вывод, что найденный в Розуэлле объект скорее всего был устройством от одной из связок воздушных шаров проекта «Могол». Похожие на иероглифы знаки на объекте объясняются тем, что для изготовления радарных отражателей, крепившихся к связкам шаров для слежения за ними, использовалась плёнка с различными узорами, выпускавшаяся фирмой по производству игрушек, которая во время Второй мировой войны начала выполнять военные заказы.
Отчёт с такими выводами был официально опубликован ВВС США в сентябре 1994 года. Однако уфологи оспаривают эти выводы.

## Видеоролик о вскрытии пришельца

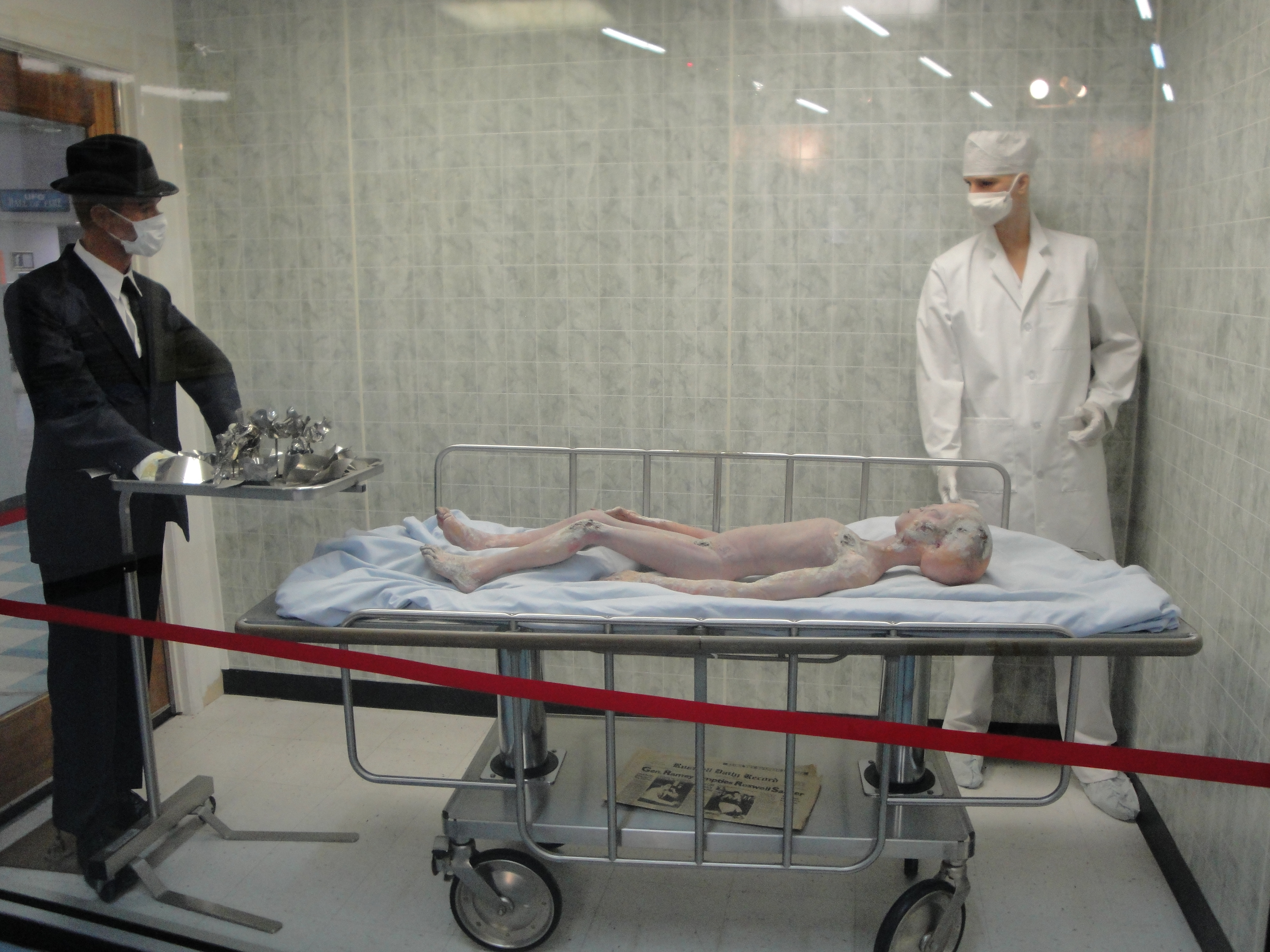
«Вскрытие пришельца», инсталляция в Розуэлльском музее НЛО

В 1995 году английский кинопродюсер Рэй Сантилли обнародовал сенсационное видео 1947 года, на котором якобы запечатлено вскрытие мёртвого пришельца, разбившегося в Розуэлле. Суммы, которые были заплачены Сантилли за право показа, в общей сложности исчислялись миллионами долларов. Только от «Fox TV» он получил 125 000 долларов. Видеокассеты с этими кадрами продавались поначалу по цене 70 долларов за штуку.
5 мая 1995 г. был организован предварительный просмотр видеоролика в Британском музее в Лондоне. На чёрно-белых кадрах два человека в белых скафандрах исследуют тело, лежащее на столе. Инопланетянин представляет собой человекообразного гуманоида невысокого роста и хрупкого телосложения. У него большие тёмные глаза, отсутствуют нос, уши, волосы, на руках и ногах по 6 пальцев. Рядом с двумя патологоанатомами в белых скафандрах стоит человек в тёмном плаще с военной выправкой. Люди в скафандрах вскрывали тело гуманоида на протяжении примерно 2 часов и извлекали внутренние органы.
Был ещё один видеоматериал, на котором показана двутавровая балка с иероглифами, панель управления с двумя оттисками шестипалых рук и другие якобы фрагменты летающей тарелки, но наибольший интерес вызывал именно ролик со вскрытием. 28 августа 1995 года сюжеты, которые условно называли «Вскрытие» и «Обломки», были показаны по британскому телевидению. Позднее их продемонстрировали крупнейшие телекомпании мира.
Когда ажиотаж вокруг этого ролика достиг апогея, у некоторых скептиков уже начали возникать сомнения в его подлинности. Во время очередных просмотров они обратили внимание, что на кадрах стоит странная пометка: «RESTRICTED ACCESS, A01 CLASSIFICATION, SUBJECT 1 of 2, JULY 30th 1947». Такого грифа секретности в США не существовало, да и сама дата была написана странно: она никак не соответствовала истории о событиях в Розуэлле. Как только был поднят вопрос об этой метке, во время следующих показов она куда-то пропала.
Скептики просили предоставить им плёнку с видеоматериалами на исследование, но Сантилли передал на анализ только несколько кусочков плёнки, которые оказались ракордами, то есть фрагментами без изображения, которые можно вырезать из любой старой киноленты. Так как фильм якобы был снят на плёнке фирмы «Кодак», представители фирмы сказали, что готовы бесплатно провести проверку. Они ждали несколько месяцев, но Сантилли не сдержал обещания прислать кусочек плёнки. Небольшой кусочек плёнки получил эксперт в области фотографии Боб Шелл, но плёнка, полученная им, была не оригиналом, а копией, сделанной на кинокопировальном оборудовании не ранее 1960 года выпуска.
Поиск в архивах OSHA (Управления по охране труда) и ANSI (Американского национального института стандартов) показал, что в 1947 году таких знаков опасности, какие висят на стене в видеоролике, ещё не существовало.
Патологоанатомы сразу заявили, что видеоролик — подделка. Каждую систему органов и тканей должен был бы извлекать и детально изучать узкий специалист: глаза — офтальмолог, мозг — нейрохирург, кожу — дерматолог и так далее. В фильме же орудуют два универсальных специалиста, которые вместо того, чтобы в течение многих дней осторожно разбирать тело, производить тонкий микроскопический и биохимический анализы, укладываются в 2,5 часа, что видно по часам на стене. Вынутые органы не взвешиваются, не фотографируются и никак не изучаются. Хирурги придерживались того же мнения: хирургические ножницы никогда не держат указательным и большим пальцем, как это делает «патологоанатом» в фильме, кроме того, присутствовало много других «ляпов». Вся работа «патологоанатомов» не годилась даже для очень грубого вскрытия. Сразу становилось ясно — эти люди впервые держат медицинские инструменты в руках.
4 апреля 2006 года по британскому телеканалу «Sky» был показан сюжет «Расследование Иммона: „Вскрытие инопланетянина“». Сантилли вынужден был признать, что его кадры — это подделка. Во время интервью ведущий Иммон Холмс постоянно называл фильм подделкой, и каждый раз Рэй отвечал, что это не подделка, а реконструкция. По словам Сантилли, он был вынужден пойти на этот шаг, поскольку настоящие плёнки погибли от влаги и жары. По сохранившимся остаткам Рэй вместе со своим другом продюсером Гари Шуфилдом восстановили фильм. Позже Сантилли уверял, что в видеоверсии есть несколько кадров (5 % метража) из оригинала. Правда, какие именно, он не уточнил.
Съёмка, как признался Сантилли, проходила в жилой квартире на Рочестер-сквер в Лондоне. Джон Хамфриз, художник и скульптор, сделал за три недели двух «инопланетян» из резины, металла и латекса. Все органы заменили продукты из магазина — мозги овцы, куриные потроха, ножки ягнёнка и так далее. Именно поэтому Хамфриз сыграл роль главного «патологоанатома». После съёмок «инопланетян» разрезали на мелкие куски и разбросали по мусорным контейнерам Лондона.
После этого в интернете появились ролики о «вскрытии инопланетян», якобы найденных в других странах. Почти все из них похожи в общих чертах на ролик Сантилли: грубое вскрытие, негерметичные костюмы «патологоанатомов», отсутствие научной работы и отсутствие попыток серьёзного изучения извлечённых органов.

### В культуре

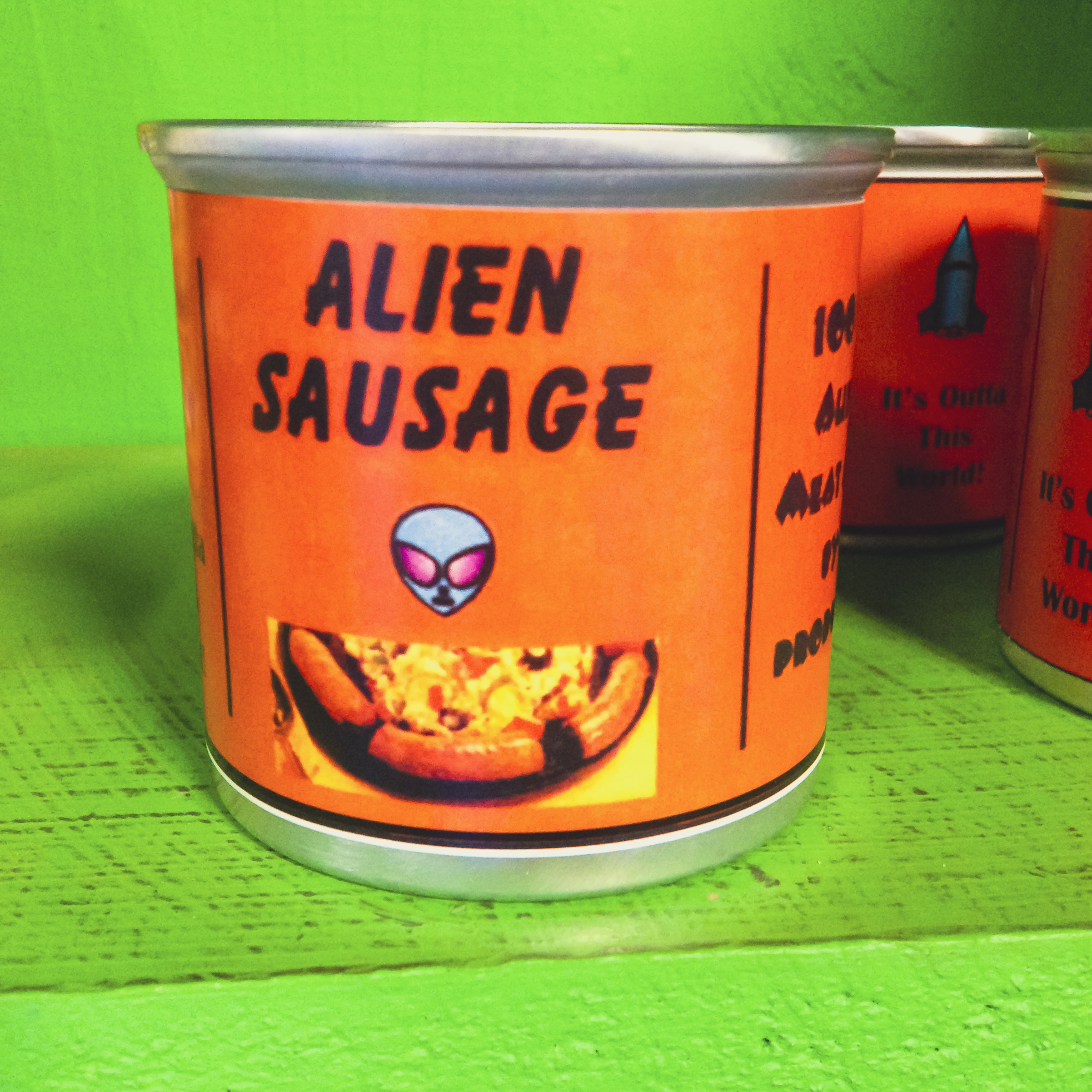
«Инопланетные сосиски» в Розуэлле, Нью-Мексико

- Вскрытие пришельца — английская научно-фантастическая комедия 2006 года.
- Инцидент играет важную роль в сюжете аниме «Эксперименты Лэйн».
- Группа «Hypocrisy» выпустила песню в альбоме Abducted, посвященную инциденту.